# Cultura Mirense
A Cultura Mirense ou Povo Mirense refere-se a um agrupamento de habitantes pré-históricos que se desenvolveu nos concelhos de Odemira, Aljezur e Vila do Bispo, em Portugal, entre os quinto e oitavo milénios antes do Nascimento de Cristo.

## Caracterização
O Povo Mirense apresentava uma natureza nómada, baseando-se na caça, e na apanha de marisco e de tubérculos. A sua presença estendeu-se desde o Rio Mira até à região do Burgau, no concelho de Vila do Bispo, tendo deixado vários vestígios arqueológicos nestas zonas.
Uma das estações arqueológicas da cultura Mirense foi a Foz dos Ouriços, onde foram encontradas várias ferramentas e vestígios de fogueiras.